# アレックス・ボラーニョス
アレックス・レオナルド・ボラーニョス・レアスコス（スペイン語: Álex Leonardo Bolaños Reascos、1985年1月22日 - ）は、エクアドルのサッカー選手。エクアドル代表。ポジションはMF。

## クラブ歴
2005年にバルセロナSCで選手デビュー。その後収監によって解雇された。刑務所内で過ごしている間にLDUキトと契約、リーグでの出場は叶わなかったが、コパ・スダメリカーナ20091試合に出場した。その後は試合勘の問題からウニベルシダ・カトリカに期限付き移籍。2011年にデポルティーボ・キトに移籍した。

## 収監
飲酒運転をしていた上に交通事故を引き起こし相手を殺したため、7年の懲役を言い渡された。その後彼の主張が認められ、2009年9月に釈放された。

## 家族
弟のミジェル・ボラーニョスもエクアドル代表のサッカー選手。